# تیراندازی ۲۰۲۳ لویستون
در ۲۵ اکتبر ۲۰۲۳، یک تیراندازی دسته‌جمعی در دو مکان در لویستون، مین، ایالات متحدهٔ آمریکا رخ داد. دست‌کم ۲۲ نفر کشته و ده‌ها نفر دیگر زخمی شدند. در حالی که تعقیب و گریز ادامه داشت، در ۲۸ اکتبر، جسد تنها مظنون این تیراندازی، روبرت کارد، چهل ساله، در آپارتمانی در حوالی محل حادثه پیدا شد. او از یک زخم تیر که به نظر خودش ایجاد کرده بود مرده بود.

## تیراندازی‌ها
تقریباً در ساعت ۷:۱۵ بعد از ظهر به وقت شرق آمریکا، پس از گزارش تیراندازی در حال وقوع، پلیس، آتش‌نشانی، و پرسنل امدادی به رستوران خانوادگی و سالن بولینگ اسپرتایم ریکریشن (Sparetime Recreation) رسیدند. اندکی بعد، دومین تیراندازی در رستوران شمنگیز بار اند گریل (Schemengees Bar & Grille) گزارش شد. تیراندازی در یک مرکز توزیع والمارت در این منطقه هم گزارش شده‌بود ولی این شرکت موضوع را تأیید نکرد.
کلانتر شهرستان آندروسکوجین، مین و پلیس ایالت مین به ساکنان در مورد یک تیرانداز فعال در حدود ساعت ۸:۰۰ شب هشدار دادند کلانتری، تصاویری از تیرانداز را با "تفنگ تهاجمی پرقدرت"‌در دستش منتشر کرد.
بیمارستان مرکزی مین، آغاز به هماهنگی با بیمارستان‌های محلی برای پذیرش قربانیان کرد. چندین قربانی به مرکز پزشکی مین، بزرگ‌ترین بیمارستان ایالت منتقل شدند.